# Vincas Bartuška
Vincas Vytautas Bartuška (né le 14 avril 1901 à Marijampolė à l'époque dans l'Empire russe et aujourd'hui en Lituanie, et mort le 11 septembre 1988 à Willoughby dans l'Ohio) est un joueur de football international lituanien, qui évoluait au poste de milieu de terrain.

## Biographie

### Carrière en sélection
Vincas Bartuška reçoit sept sélections en équipe de Lituanie, sans inscrire de but, entre 1923 et 1926.
Il joue son premier match en équipe nationale le 24 juin 1923, en amical contre l'Estonie (défaite 0-5 à Kaunas). Il reçoit sa dernière sélection le 21 août 1926, lors d'un match amical contre la Lettonie (défaite 2-3 à Kaunas).
Il participe avec l'équipe de Lituanie aux Jeux olympiques de 1924. Lors du tournoi olympique organisé à Paris, il joue un match contre la Suisse, avec pour résultat une lourde défaite (9-0) au Stade Pershing.
À trois reprises, il est capitaine de la sélection lituanienne.